# Lepturges charicles
Lepturges charicles es una especie de escarabajo longicornio del género Lepturges, categorizada en la tribu Acanthocinini, de la subfamilia Lamiinae. Fue descrita por Bates en 1885.

## Descripción
Mide 5,3 mm de longitud.

## Distribución
Se distribuye por Costa Rica, Guatemala, Honduras, Nicaragua y Panamá.